# Leo Africanus
Leo Africanus, původním jménem Hasan ibn Muhammed al-Vazzán (asi 1494 asi Cordoba – asi 1554, asi Tunis) byl berberský cestovatel a geograf píšící arabsky a italsky, pocházející z Andalusie. Proslul svým spisem Descrizione dell’ Africa (1526), jenž se stal pro Evropany nadlouho základním zdrojem informací o severní Africe a Súdánu.

## Život
Většina údajů o jeho životě pochází z autobiografických zmínek v jeho nejznámějším díle. Narodil se v islámské rodině v Cordobě nebo v Granadě, v době, kdy Španělsko ještě ovládali muslimové. Po dobytí Španělska křesťany (kolem 1492), ještě v jeho dětství, jeho rodina odešla do města Fás (Fés) v dnešním Maroku. Studoval zde na univerzitě Al-Karaouine.
Zhruba v letech 1500-1510 začala jeho cestovatelská kariéra, když doprovázel svého strýce na diplomatické misi ve službách sultána Fásu Muhammada II. do Songhajské říše s jejím centrem Timbuktu (dnes na území Mali). Další diplomatická mise mířila k portugalskému místodržiteli v Safi. Během obou cest prošel severní Afrikou, Egyptem, Arábií, Persií, Turkistánem, Armenií a Sýrií až po dnešní Istanbul. Při návratu z druhé cesty byl u ostrova Džerba zajat sicilskými křesťanskými korzáry. Ti ho pak v Římě darovali papeži Lvu X.
Papež si ho pak velice oblíbil a velmi se zajímal o geograficko-historické informace o severu Afriky, možná i z vojenských důvodů. Hmotně ho zabezpečil a přiměl k přestoupení na křesťanství. Při křtu byl jeho kmotrem a cestovatel tak získal jméno Johannes Leo de Medicis (papež Lev X. pocházel z rodu Medicejských). Leo pak žil v Římě. Naučil se velmi dobře italsky, o něco hůře latinsky a hebrejsky. Živil se mj. jako učitel arabštiny. Po smrti svého příznivce papeže Lva X. (roku 1521) ztratil Leo v Římě své výsadní postavení. Nový papež, Holanďan Hadrián VI., mu nedůvěřoval. Leo tedy odešel do Bologne, kde pracoval na svém nepříliš kvalitním arabsko-hebrejsko-latinském lékařském slovníku, který psal pro židovského lékaře Jacoba Mantina.
Roku 1526 nastoupil na papežský stolec Klement VII., další z Medicejských, a znovu Lea povolal do Říma. Právě tehdy Leo konečně dokončil a vydal své slavné dílo Della descrittione dell'Africa et delle cose notabili che iui sono, a to v italštině (nejspíše šlo o jeho vlastní překlad původního vlastního spisu v arabštině). Text vyšel roku 1526 v Římě. Byl však ceněn po celý středověk a raný novověk, zejména díky tomu, že byl vydán v Ramusiově sbírce cestopisů (Benátky 1550), a že byl přeložen Florianem do latiny pod názvem Joannis Leonis Africani de totius Africae descriptione l. IX. Jean Temporal ho přeložil též do francouzštiny (první vydání 1556) a John Pory do angličtiny (první vydání 1600). Text není klasickým cestopisem, neboť Leo píše i o místech, kde takřka jistě nikdy nebyl (např. říše Kánem-Bornu). Shrnuje spíše všechny informace, o nichž se doslechl.
Sám ve spise o Africe o sobě píše jako o autorovi několika spisů náboženských, historických a filologických, či sbírky zajímavých náhrobních nápisů. Tyto spisy se ovšem nedochovaly. Krom cestopisu a slovníku se zachoval jen malý spisek o slavných arabských a židovských lékařích a filozofech. Dochoval se též jeho arabský překlad dopisů sv. Pavla, který je datován k lednu 1521. Rukopis je dnes vlastnictvím knihovny Estense v Modeně.
Jeho osudy po roce 1526 jsou velmi nejasné. Jedna verze říká, že v Římě dožil, podle jiné někdy po roce 1526 Řím opustil, žil v Tunisu a znovu přestoupil k islámu.
Podle některých se jím William Shakespeare inspiroval při tvorbě postavy Othella ve svém stejnojmenném dramatu.